# David Scott (politico)
David A. Scott (Aynor, 27 giugno 1945) è un politico statunitense, membro della Camera dei Rappresentanti per lo stato della Georgia.

## Biografia
Nato nella Carolina del Sud, Scott studiò in Florida e successivamente si stabilì in Georgia.
Entrato in politica con il Partito Democratico, nel 1974
venne eletto all'interno della legislatura statale della Georgia, dove rimase per ventotto anni.
Nel 2002 si candidò per un seggio di nuova creazione all'interno della Camera dei Rappresentanti e riuscì ad essere eletto. Fu poi riconfermato negli anni successivi.
Ideologicamente, Scott è un democratico moderato e fa parte della Blue Dog Coalition e della New Democrat Coalition. Sua moglie è Alfredia Aaron, sorella del campione di baseball Hank Aaron.